# Amity (Missouri)
Amity é uma cidade  localizada no estado americano de Missouri, no Condado de DeKalb.

## Demografia
Segundo o censo americano de 2000, a sua população era de 70 habitantes. 
Em 2006, foi estimada uma população de 67, um decréscimo de 3 (-4.3%).

## Geografia
De acordo com o United States Census Bureau tem uma área de 
0,6 km², dos quais 0,6 km² cobertos por terra e 0,0 km² cobertos por água. Amity localiza-se a aproximadamente 315 m acima do nível do mar.

## Localidades na vizinhança
O diagrama seguinte representa as localidades num raio de 20 km ao redor de Amity. 